# Guerre civile lituanienne (1389–1392)
La guerre civile lituanienne de 1389 à 1392 est la deuxième guerre civile opposant Jogaila, roi de Pologne et grand-duc de Lituanie, à son cousin Vytautas. L'enjeu était le contrôle du grand-duché de Lituanie, alors le plus grand État d’Europe. Jogaila avait été couronné roi de Pologne en 1386 ; il nomme son frère Skirgaila souverain de la Lituanie. Skirgaila se rend impopulaire et Vytautas tente de le déposer. Lorsque sa première tentative de prise de la capitale, Vilnius, échoua, Vytautas noua une alliance avec les chevaliers Teutoniques, leur ennemi commun, comme l'avaient fait les deux cousins pendant la guerre civile lituanienne entre 1381 et 1384. Vytautas et les chevaliers assiégèrent Vilnius sans succès en 1390. Au cours des deux années suivantes, il devint clair qu'aucune des deux parties ne pourrait remporter une victoire rapide et Jogaila proposa un compromis: Vytautas deviendrait grand-duc et Jogaila resterait Duc Supérieur. Cette proposition fut formalisée dans l' accord d'Ostrów de 1392 et Vytautas se retourna contre les chevaliers Teutoniques. Il continue ensuite son règne de grand-duc de Lituanie pendant 38 ans et les cousins sont restés en paix.

## Contexte
La famille de Gediminas dirigeait un État couvrant les territoires de la Lituanie, de la Biélorussie, de l'Ukraine, de la Transnistrie et de certaines parties de la Pologne et de la Russie. Gediminas est mort en 1341 ; ses fils Algirdas et Kęstutis, pères de Jogaila et de Vytautas, ont ensuite gouverné pacifiquement le Grand-Duché. Cependant, après la mort d'Algirdas en 1377, Kęstutis, Jogaila et Vytautas commencèrent une lutte pour le pouvoir. Lors de leur premier conflit, la guerre civile lituanienne entre 1381 et 1384, Vytautas et Jogaila ont tous deux noué des alliances éphémères avec les chevaliers Teutoniques. Vytautas n'a pas réussi à s'emparer du trône et s'est réconcilié avec Jogaila en 1384.
Jogaila créa une nouvelle alliance significative avec le royaume de Pologne lorsqu'il obtint un accord, connu sous le nom d'Union de Krewo (signé le 14 août 1385), visant à épouser la reine de Pologne Jadwiga, âgée de 12 ans. Il épouse Jadwiga et est couronné jure uxoris, roi de Pologne, en février 1386. Comme condition au mariage et au couronnement, Jogaila accepta de renoncer au paganisme et de christianiser ses sujets, et d'établir une union personnelle entre la Pologne et la Lituanie. Cette union est défavorable aux chevaliers Teutoniques, car elle réunissait la Pologne et la Lituanie, deux États hostiles aux chevaliers Teutoniques, et une Lituanie christianisée les privait de leur justification religieuse pour mener les croisades baltes. Ainsi, l'Ordre cherchait des occasions de défaire l'union polono-lituanienne ; ils exigèrent la Samogitie, une partie de la Lituanie occidentale bordant la mer Baltique, et refusèrent de reconnaître le baptême de Jogaila en 1386.
Vytautas devint duc de Hrodna et de Podlachie ; Jogaila, appelé désormais du nom chrétien Władysław II (Władysław II Jagiełło) désigne son frère Skirgaila comme régent en Lituanie,. Skirgaila, qui avait été chargée de la gestion du patrimoine de Vytautas à Trakai, était détesté par la noblesse lituanienne[réf. nécessaire]. Vytautas, d'autre part, est devenu de plus en plus populaire ; Władysław II commence à le voir comme un rival. Vytautas était soutenu par des Lituaniens opposés à la domination polonaise de la récente Union de Krewo. Ces Lituaniens souhaitent maintenir des structures juridiques distinctes et réserver des postes officiels aux Lituaniens. Les élites lituaniennes ont également déplu aux changements de gouvernement mis en place par le roi Władysław II.

## Conflit

### 1389–1390

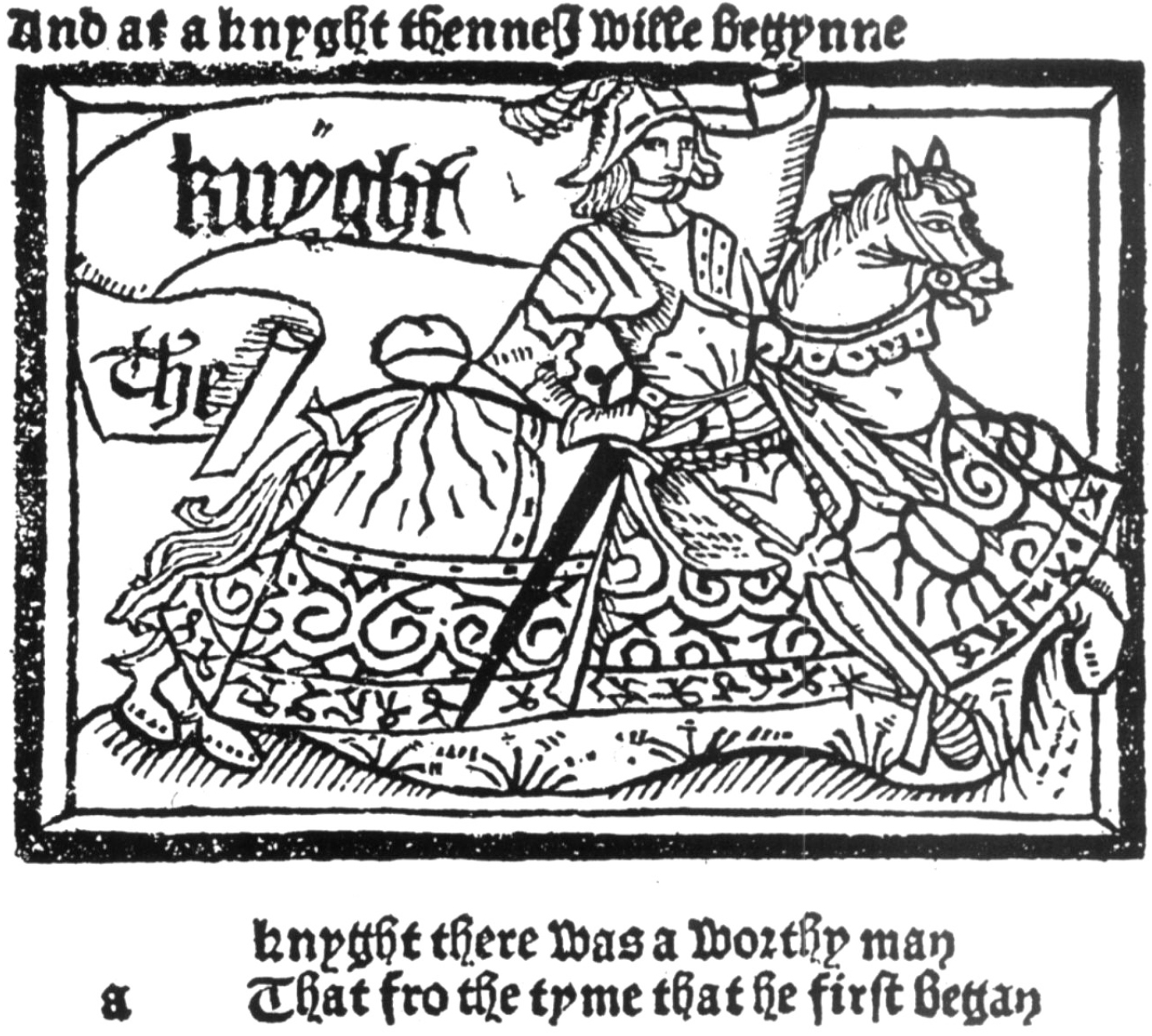
Portrait d'un chevalier anglais, extrait du prologue général des Contes de Cantorbéry. Le chevalier fictif a pris part à de nombreuses croisades, y compris une contre les Lituaniens.

Jogaila avait envoyé Klemens Moskarzewski établir une garnison polonaise à Vilnius pour calmer la situation, mais cela ne fait que renforcer la colère des opposants. En mai 1389, Jogaila tente de régler le conflit entre Skirgaila et Vytautas à Lublin. Vytautas est contraint de signer un document officiel déclarant qu'il reste fidèle à Skirgaila et le soutient, mais sa position en tant que duc de Loutsk n'est pas officiellement reconnue. Vytautas assoit sa position à Lutsk et s'intéresse à Vilnius. Selon le témoignage teutonique au concile de Constance, Vytautas avait l'intention de profiter du mariage de sa sœur pour envoyer des chariots remplis de viande, de foin et d'autres marchandises à Vilnius. Les wagons seraient escortés par des hommes armés qui captureraient le château une fois à l'intérieur de la ville. Ce plan est découvert par un espion allemand et les conspirateurs sont exécutés. De plus, deux des plus puissants alliés de Vytautas, son frère Tautvilas et son beau-frère Ivan Olshanski, perdent leurs fiefs de Navahroudak et Halshany.
Vytautas cherche alors une alliance militaire avec les chevaliers Teutoniques, envoyant le chevalier captif Marquard von Salzbach pour négocier. Le 19 janvier 1390 à Lyck (actuelle ville de Ełk), Vytautas signee le traité de Lyck affirmant les termes d'un précédent accord, le traité de Königsberg, signé en 1384 lors de son premier conflit avec Jogaila. Selon les termes de ce traité, la Samogitie, jusqu’à la Nevėžis était promise à l'Ordre teutonique, en échange de leur assistance militaire. Après avoir été trahis, les chevaliers demandent des otages afin de garantir la loyauté de Vytautas : ses frères Sigismond Ier Kęstutaitis et Tautvilas, son épouse Anna, sa fille Sophie de Lituanie, sa sœur Rymgajla, son favori Ivan Olshanski et plusieurs autres nobles,.

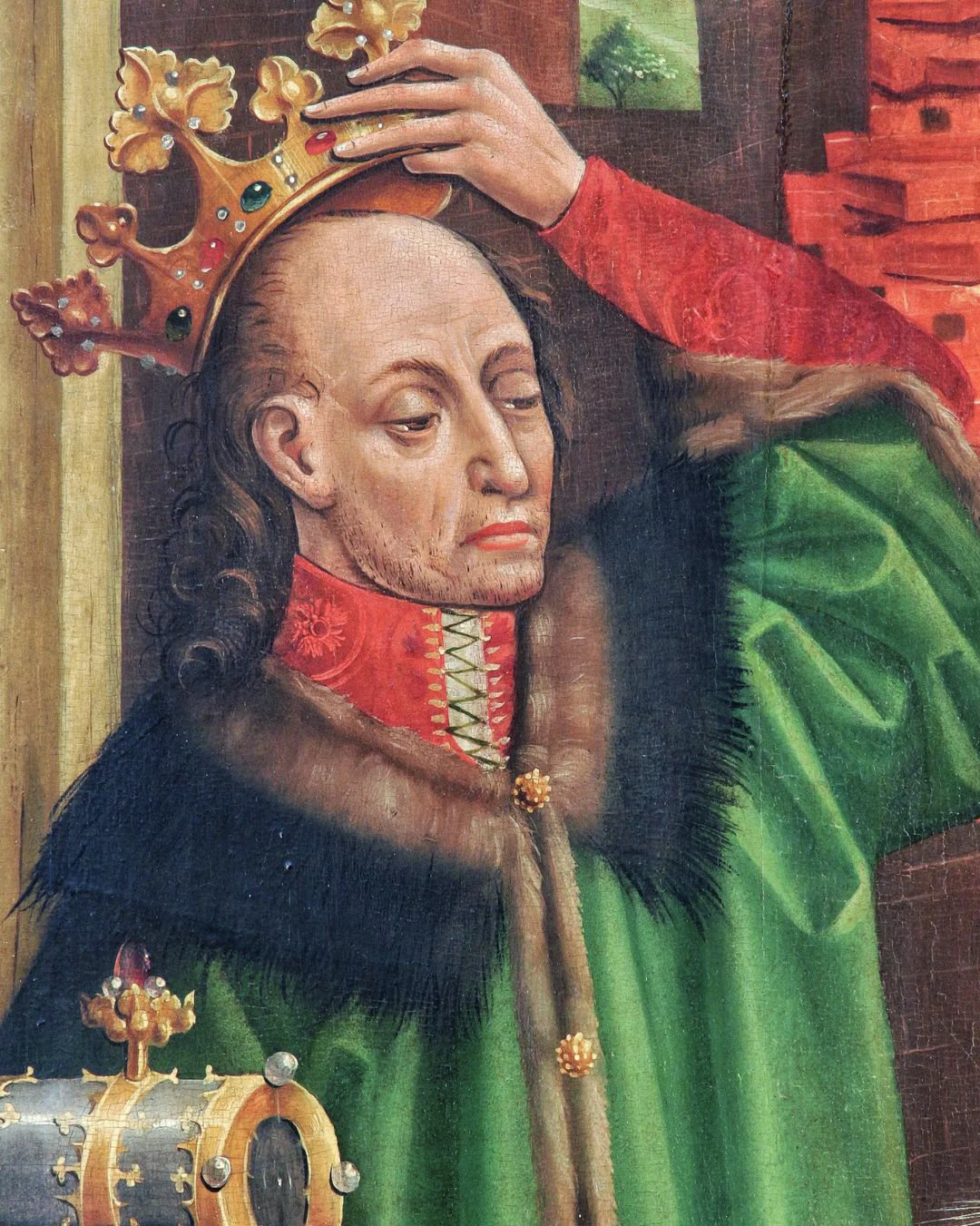
Couronnement de Jogaila, connu également sous le nom de Władysław II Jagiełło.

En mai, une délégation de 31 nobles samogitiens arrivent à Königsberg et promettent loyauté à Vytautas en signant le traité de Königsberg. Les forces conjointes de Vytautas et des chevaliers teutoniques étaient composées en majorité de volontaires et de mercenaires d’Europe occidentale, notamment de la France, des États allemands et de l’Angleterre. On comptait notamment parmi eux Henri, comte de Derby, le futur roi Henri IV d'Angleterre. et le maréchal de France Jean II Le Meingre. Les croisés anglais ont laissé des récits détaillés de leurs actions en Prusse et en Lituanie, et leurs exploits ont été mentionnés par Geoffrey Chaucer dans Les Contes de Canterbury, peut-être écrits en hommage au futur roi. Pendant ce temps, Jogaila remporte des succès militaires. ses forces capturent plusieurs châteaux en Podlachie, les laissant sous la garde des garnisons polonaises et prennent Hrodna en avril 1390 après six semaines de siège.
La coalition des chevaliers Teutoniques et des troupes de Vytautas lance plusieurs expéditions militaires. Plusieurs châteaux de bois sont brûlés, notamment à Kernavė, la première capitale de la Lituanie, qui ne s’est jamais remise de la destruction. Alors que l'armée assiégeait Georgenbourg (actuelle Jurbarkas), le grand maître Conrad Zöllner von Rothenstein meurt. La coalition décidé d'abandonner le siège et de marcher sur Vilnius à la place, comme une armée aussi nombreuse serait difficile à réunir de nouveau à l'avenir. Le 11 septembre 1390, les forces conjointes entament un siège de cinq semaines. Les châteaux de Vilnius étaient tenus par Skirgaila, commandant des troupes combinées polonaises, lituaniennes et ruthènes. Les chevaliers réduisent en cendres la plupart de la ville extérieure, et parviennent à détruire le Château Kreivoji, qui n'a jamais été reconstruit. Le frère de Vytautas, Tautvilas Kęstutaitis, et celui de Jogaila, Karigaila, meurent pendant le siège. Les assiégeants rencontrent cependant des difficultés croissantes : les réserves de poudre diminuent, le temps se détériore, certains volontaires d'Europe de l'Ouest voient la fin de leur engagement, et l'ordre Teutoniques avait besoin d'un nouveau grand maître. Ils décident de retourner en Prusse. Le siège ne met pas fin au conflit, mais montre un mécontentement croissant à l'égard de Jogaila parmi les habitants de la région.

### 1391–1392

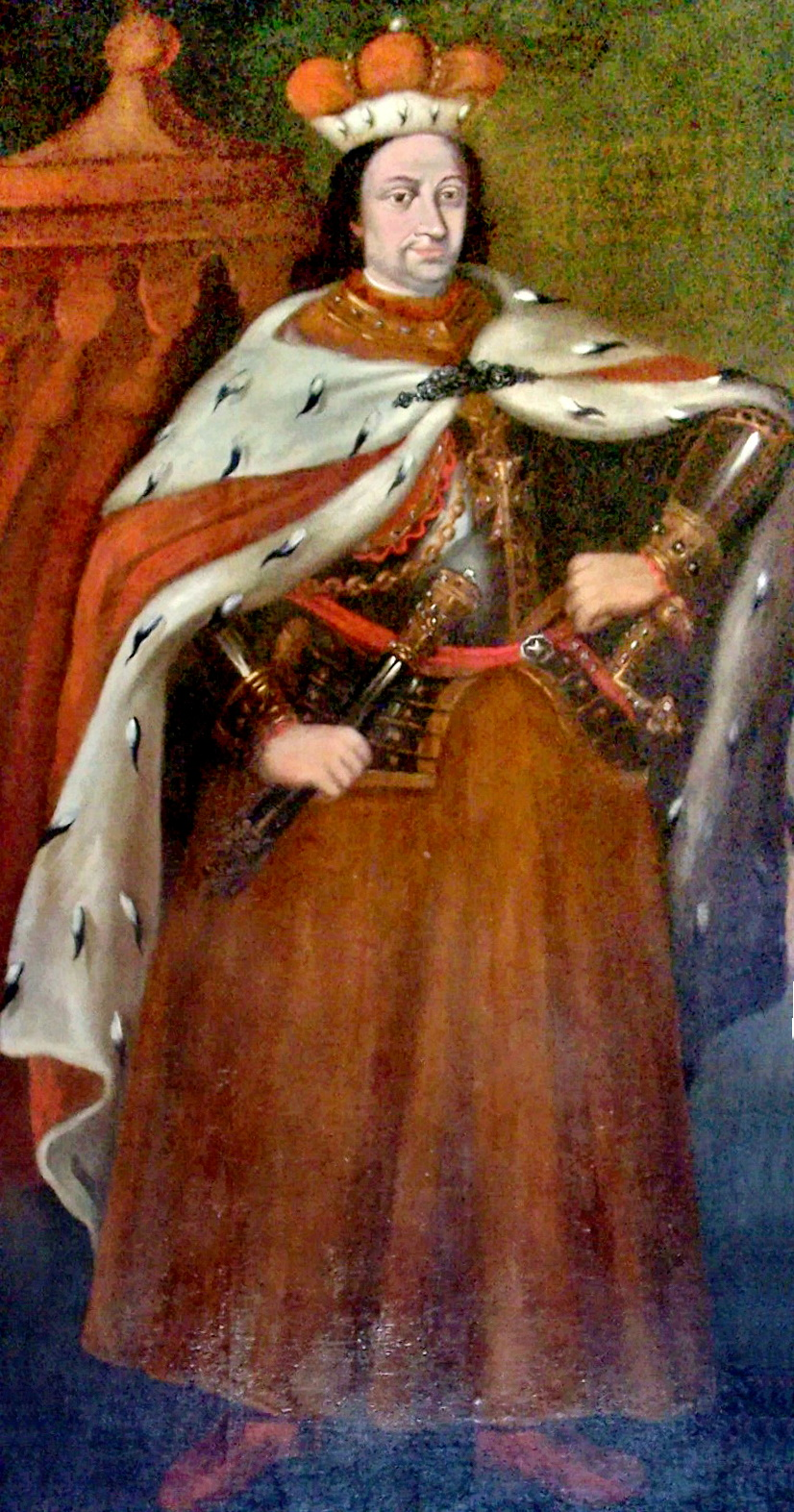
Vytautas le Grand

Le 21 janvier 1391, Sophie de Lituanie, fille unique de Vytautas, épouse le grand-duc de Moscou Vassili Ier Dmitrievitch. Cette alliance renforce l'influence de Vytautas sur les terres slaves et représente un nouvel allié potentiel contre la Pologne. Au même moment, le frère de Jogaila, Lengvenis, perd de son autorité à Veliky Novgorod au profit de Moscou. Les chevaliers teutoniques ne menaient pas de campagne militaire pendant le choix de leur nouveau grand maître, Konrad von Wallenrode ; leur chapitre général décide alors de reporter son élection. En mai 1391, le nouveau maître hypothèque Złotoria (Slatoria), un château situé près de Thorn, à Ladislas II d'Opole, comte palatin de Sigismond de Luxembourg, pour 6 632 guldens,. Cela rend Jogaila furieux ; il envahit alors la région de Dobrzyń, mais en est chassé.
Von Wallenrode lance un appel à de nouveaux volontaires venant de France, d'Angleterre et d'Écosse. William Douglas de Nithsdale figurait parmi eux. Au cours de l'automne 1391, les chevaliers Teutoniques lancent une nouvelle campagne contre Vilnius. À Kaunas, ils organisent un somptueux festin, qui figurait en bonne place dans Conrad Wallenrod, un poème de 1828 d’ Adam Mickiewicz. Ils saccagent les villes voisines d'Ukmergė et de Maišiagala, mais n'ont pas les ressources nécessaires pour un second siège de Vilnius. En novembre 1391, Vytautas attaque les zones proches de Merkinė et de Hrodna, coupant ainsi la voie de communication la plus simple entre Jogaila et Skirgaila.
Pendant ce temps, les chevaliers achetaient des terres en Prusse. En mai 1392, von Wallenrode entama des négociations avec Sigismond de Luxembourg afin d'acheter la Nouvelle-Marche (ou Neumark) pour 500 000 Guldens. Les négociations échouent car ce titre foncier est contesté par plusieurs ducs. L’achat de Neumark n'aura finalement lieu qu'en 1402. En juillet 1392, les chevaliers acceptent de verser 50 000 guldens à Władysław Opolczyk pour la région de Dobrzyń, qui était contestée par les ducs de Piast depuis 1377. Opolczyk, le souverain d'Opole en Silésie, ne s'intéressait guère aux régions instables au nord de ses terres. En 1392, il fait circuler une proposition de partition de la Pologne entre les chevaliers teutoniques, le Saint-Empire romain germanique, la Silésie et la Hongrie, mais cette proposition est rejetée. Ces achats par les chevaliers menaçaient les frontières du nord de la Pologne.
Ni Jogaila ni Vytautas n’avaient acquis un avantage évident et les territoires du Grand-Duché touchés par la guerre civile étaient dévastés. L'aristocratie polonaise était mécontente de la guerre; Jogaila consacrait beaucoup de temps aux questions lituaniennes et les bénéfices attendus de l'union de Krewo ne s'étaient pas concrétisés. L'Union était censée renforcer le contrôle polonais sur la Galice, la Moldavie et la Valachie plutôt que de créer de nouveaux troubles dans le nord. Jogaila était préoccupé par la gestion de sa cour, des combats dans le sud-est et de sa femme malade. Il a tenté de remplacer Skirgaila par son frère cadet Vygantas, mais ce frère est décédé dans des circonstances obscures. Selon des rumeurs, il aurait été empoisonné par Vytautas ou par Skirgaila. Klemens Moskarzewski a été remplacé par Jan Oleśnicki de Cracovie en tant que gouverneur de Vilnius. Jogaila a décidé de rechercher un compromis avec Vytautas.

## Traité de paix
Au printemps 1392, Jogaila proposa un compromis par l'intermédiaire de son envoyé, Henri de Masovie, évêque de Płock : Vytautas deviendrait le grand-duc de Lituanie s'il reconnaissait Jogaila comme le duc suprême. Avant l'été, Vytautas avait obtenu la libération de nombreux otages des chevaliers et accepte l'offre,. À la suite de cet accord secret, les chevaliers Teutoniques n'ont pas de soupçon, et se rendent à une invitation de Vytautas au château de Ritterswerder, situé sur une île de la Niémen. La plupart des invités importants sont faits prisonniers, l'armée de Vytautas attaque et détruit les châteaux en bois, défendus par trop peu d'hommes, de Ritterswerder, Metenburg et Neugarten près de Hrodna,,.
L'accord d'Ostrów mettant fin à la guerre civile est signé le 4 août 1392. Vytautas devient grand-duc et récupère son patrimoine à Trakai tandis que Skirgaila est indemnisé avec la principauté de Kiev, où il meurt en 1397. Alors que Vytautas était techniquement un vassal de Jogaila, il exerçait un pouvoir considérable dans le Grand-Duché. Son indépendance est légalisée dans l'union de Vilnius et Radom en 1401. Vytautas gouverne la Lituanie jusqu'à sa mort en 1430 ; sa relation avec Jogaila au cours de ces années est parfois comparée au partage du pouvoir pacifique démontré par leurs pères, Algirdas et Kęstutis. Les chevaliers Teutoniques, trahis pour la deuxième fois, reprennent leurs guerres contre la Lituanie. Ils cherchent à prendre la Samogitie, que Vytautas leur avait promis. Le traité de Salynas est signé en 1398, laissant la Samogitie aux chevaliers Teutoniques pour calmer le front occidental du Duché alors que Vytautas organisait une grande campagne contre la Horde d'or. Vytautas subit une défaite majeure lors de la bataille de la Vorskla en 1399. Les cousins unissent leurs forces lors de la bataille de Grunwald en 1410, qui marque une défaite décisive des chevaliers Teutoniques qui ne s'en relèveront jamais.